# Walkin’ Blues
Walkin’ Blues, auch Walking Blues, ist ein Bluessong, der von Son House geschrieben wurde und von ihm in Grafton eingespielt wurde. Das Label Vocalion  veröffentlichte seinen Titel am 28. Mai 1930 als 78rpm-Single.
Der Song handelt von einem Menschen, der sich gehend fortbewegen muss. Erste Bekanntheit erlangte der Titel durch die Coverversion von Robert Johnson, die 1936 eingespielt wurde. Dabei gibt es sowohl im Text als auch in der Melodie Rückgriffe auf den Titel My Black Mama von Son House; Johnson interpretierte den Titel zudem schneller als Son House. John Hammond war von Johnsons Einspielung des Walkin' Blues (ebenso wie der des Preachin' Blues) begeistert und wollte das Stück 1938 dem Publikum in seinem Konzert From Spirituals to Swing vorstellen.
Weitere Coverversionen stammen von CeeLo Green, Muddy Waters, Paul Butterfield (1978), Johnny Cash, Hot Tuna, The Grateful Dead, Rory Gallagher, John Kay, R.L. Burnside, Jon Lord, Todd Rundgren,  Hindu Love Gods, Quicksilver Messenger Service, Joe Bonamassa, Peter Green, Roy Rogers, Colin James, Ash Grunwald, Bonnie Raitt und den Toy Dolls. Eric Clapton veröffentlichte seine, auf einem Dobro in offener G-Stimmung gespielte, Interpretation des Stückes im Jahr 1992 auf seinem Album Unplugged.
Bereits 1923 schrieb Ma Rainey mit Lovie Austin ebenfalls einen Walking Blues. Die Fassung von Johnson inspirierte Muddy Waters für seinen Country Blues und sein I Feel Like Going Home.